# 얼마예요?
《얼마예요?》는 TV조선에서 2017년 9월 25일부터 2020년 7월 6일까지 방송했던 예능 프로그램이었다.

## 프로그램 소개
누구에게나 감정은 있다! 누가 "감정을 낭비한다"고 했는가! 감정을 실제 돈으로 환산해주는 신개념 토크 쇼

## 방송 시간
- 2017년 9월 25일 ~ 2020년 5월 25일 : 매주 월요일 밤 10시
- 2020년 6월 1일 ~ 2020년 7월 6일 : 매주 월요일 밤 11시

## 제작진
- PD : 박영훈
- 작가 : 강제상, 김수정, 김미라, 김문경, 양수황, 이정민, 성숙영

## MC
- 손범수

## 게스트
- 이윤철 & 조병희
- 최현호 & 홍레나
- 장재영 & 정연주
- 손남목 & 최영완
- 안지환 & 정미연
- 홍서범 & 조갑경
- 박준규 & 진송아
- 로버트 할리 & 명현숙

## 에피소드 목록
|  | 본 방송사의 요청으로 인해 일부 회차별 에피소드의 VOD 서비스 추후 제공이 불가능하여, 해당 에피소드들을 삭선 처리하였습니다. |

### 2017년
- 1회, 9월 25일 : 아내의 명절 가사 노동비는 얼마예요?
- 2회, 10월 2일 : 이혼을 부르는 스트레스 해소비용
- 3회, 10월 9일 : 한국 남성의 평생 외도 상대 수는?
- 4회, 10월 16일 : 보고도 믿지 못할 부부 사이의 은밀한 사생활
- 5회, 10월 23일 : 1년 동안 남편이 시댁에 몰래 준 돈은?
- 6회, 10월 30일 : "여보, 얘기 좀 해"가 불러오는 스트레스 비용
- 7회, 11월 6일 : 남편은 남의 편?
- 8회, 11월 13일 : 엄마의 밥이 100만 원이라면 아내 밥은?
- 9회, 11월 20일 : 시어머니 vs 며느리 끝없는 전쟁
- 10회, 11월 27일 : 귀신보다 무서운 아내의 촉
- 11회, 12월 4일 : 내가 제 명에 못 살아
- 12회, 12월 11일 : 결혼 후 남편의 콩깍지가 벗겨지는 시기는?
- 13회, 12월 18일 : 부부 사이 공방의 끝 ‘네 거냐 내 거냐’
- 14회, 12월 25일 : 당신이 올해 한 게 뭐 있어?

### 2018년
- 15회, 1월 1일 : 신년 부부 운수 대통
- 16회, 1월 8일 : 지금 나랑 싸우자는거야
- 17회, 1월 15일 : 내 나이가 어때서?
- 18회, 1월 22일 : 너나 잘하세요!
- 19회, 1월 29일 : 말이나 못 하면
- 20회, 2월 5일 : 시어머니보다 무서워 시아버지 시집살이
- 21회, 2월 12일 : 또 설이네
- 22회, 2월 19일 : 당신 집안은 왜 그래?
- 23회, 2월 26일 : 남자는 여자를 괜찮게
- 24회, 3월 5일 : 봄 바람 불어 좋은 날
- 25회, 3월 12일 : 내가 눈이 삐었지
- 26회, 3월 19일 : 버려야 돼? 말아야 돼?
- 27회, 3월 26일 : 수닭이 울면 집안이 망한다.
- 28회, 4월 2일 : 내가 정말 그랬어
- 29회, 4월 9일 : 당신을 믿은 내가 바보지
- 30회, 4월 16일 : 결혼은 미친 짓이다
- 31회, 4월 23일 : 달라도 너무 달라
- 32회, 4월 30일 : 그런 남편이 어딨어?
- 33회, 5월 7일 : 효자는 남편은 괴로워
- 34회, 5월 14일 : 착각도 자유야!
- 35회, 5월 21일 : 싸워도 산다
- 36회, 5월 28일 : 네가 시집와서 한 게 뭐있어?
- 37회, 6월 4일 : 초대받지 않은 손님
- 38회, 6월 11일 : 내가 결혼은 안했어도..
- 39회, 6월 18일 : 질투는 나의 힘
- 40회, 6월 25일 : 남자가 뭐 대수라고
- 41회, 7월 2일 : 어디다 대고 지적질이야
- 42회, 7월 9일 : 그때 기억 안나?
- 43회, 7월 16일 : 신경 좀 꺼줄래
- 44회, 7월 23일 : 열 받게 하지마
- 45회, 7월 30일 : 나 없이 잘 살아봐
- 46회, 8월 6일 : 당신이 나를 알아
- 47회, 8월 13일 : 여기서 내가 제일 잘나가
- 48회, 8월 20일 : 앗! 나의 실수
- 49회, 8월 27일 : 내가 소망한다 내게 금지된 것을
- 50회, 9월 3일 : 넌 너에게 모욕감을 줬어
- 51회, 9월 10일 : 부러우면 지는 거야
- 52회, 9월 17일 : 그래 나 불량 며느리야!
- 53회, 9월 24일 : 추석이 너무해
- 54회, 10월 1일 : 이제 더 이상 못참아
- 55회, 10월 8일 : 쪼잔해서 미안해
- 56회, 10월 15일 : 남편 복 없는 내 팔자! 지지리 복도 없지
- 57회, 10월 22일 : 치열한 법정공방! 내 눈앞에서 사라져!
- 58회, 10월 29일 : 허락 받은 우도의 진실은? 오매, 바람들겠네!
- 59회, 11월 5일 : 너의 죄를 알렸다!
- 60회, 11월 12일 : 이만기를 대적할 최강의 장딴지 등장!
- 61회, 11월 19일 : 내가 슈퍼우먼이야!
- 62회, 11월 26일 : 사과 안 할 거야? 자존심이 밥 먹여줘?
- 63회, 12월 3일 : 내 눈은 못 속여!
- 64회, 12월 10일 : 충격적인 스타킹녀의 정체는?
- 65회, 12월 17일 : 버려야 산다!
- 66회, 12월 24일 : 크리스마스의 악몽
- 67회, 12월 31일 : 한 것도 없이 나이만 먹는구나

### 2019년
| 회차 | 방영일    | 주제                                                 |
| ---- | --------- | ---------------------------------------------------- |
| 68   | 1월 7일   | 2019 부부 운수대통                                   |
| 69   | 1월 14일  | 여자는 배, 남자는 항구                               |
| 70   | 1월 21일  | 상상 초월! 비밀을 가져온 몰래 온 손님의 정체는?      |
| 71   | 1월 28일  | 가족특집! 정초부터 왜 이래?                          |
| 72   | 2월 4일   | 부부가 남이가?                                       |
| 73   | 2월 11일  | 피는 못속여                                          |
| 74   | 2월 18일  | 또다시 찾아온 몰래 온 손님이 가져온 충격적인 비밀은? |
| 75   | 2월 25일  | 치사하다 진짜!                                       |
| 76   | 3월 4일   | 봄날은 간다                                          |
| 77   | 3월 11일  | 끝까지 가보자                                        |
| 78   | 3월 18일  | 여자는 남자 하기 나름이다                            |
| 79   | 3월 25일  | 부부끼리 왜 이래?                                    |
| 80   | 4월 1일   | 부부 이심이체                                        |
| 81   | 4월 8일   | 당신이 내 속을 알아?                                 |
| 82   | 4월 15일  | 눈치 좀 있어봐라!                                    |
| 83   | 4월 22일  | 끊는다, 끊어!                                        |
| 84   | 4월 29일  | 콩깍지가 발목 잡았네                                 |
| 85   | 5월 6일   | 앓느니 죽지                                          |
| 86   | 5월 13일  | 나한테 해준 게 뭐 있어?                              |
| 87   | 5월 20일  | 내가 만만하니?                                       |
| 88   | 5월 27일  | 눈물의 공방전                                        |
| 89   | 6월 3일   | 남자면 다야!                                         |
| 90   | 6월 10일  | 하늘도 무심하시지                                    |
| 91   | 6월 17일  | 집착 좀 하지마                                       |
| 92   | 6월 24일  | 말이면 다야!                                         |
| 93   | 7월 1일   | 이럴 거면 왜 결혼했니                                |
| 94   | 7월 8일   | 성격이 왠 모양이야                                   |
| 95   | 7월 15일  | 남편이 뭐길래                                        |
| 96   | 7월 22일  | 당신 때문에 더 더워                                  |
| 97   | 7월 29일  | 부부 잔혹사                                          |
| 98   | 8월 5일   | 변덕이 죽 끓듯 하네                                  |
| 99   | 8월 12일  | 할 만큼 했잖아                                       |
| 100  | 8월 19일  | 100회 특집                                           |
| 101  | 8월 26일  | 미워도 다시 한번                                     |
| 102  | 9월 2일   | 가깝고도 먼 당신                                     |
| 103  | 9월 9일   | 트로트에 추석을 싣고                                 |
| 104  | 9월 16일  | 내 남편은 시원폭탄                                   |
| 105  | 9월 23일  | 당신 정말 가증스러워                                 |
| 106  | 9월 30일  | 쓸데 없는 짓 좀 하지 마!                             |
| 107  | 10월 7일  | 질투할 걸 질투해                                     |
| 108  | 10월 14일 | 속았네 속았어                                        |
| 109  | 10월 21일 | 무슨 생각 하며 사니?                                 |
| 110  | 10월 28일 | 수상한 남편                                          |
| 111  | 11월 4일  | 우린 상극이야                                        |
| 112  | 11월 11일 | 당신 엄마잖아                                        |
| 113  | 11월 18일 | 유치하다! 유치해                                     |
| 114  | 11월 25일 | 내 무덤 내가 팠지                                    |
| 115  | 12월 2일  | 아이고! 내 팔자야                                    |
| 116  | 12월 9일  | 남편이 야속하더라                                    |
| 117  | 12월 16일 | 친구특집 - 아내는 몰라요                             |
| 118  | 12월 23일 | 희로애락 - 인생노래방                                |

### 2020년
| 회차 | 방영일   | 주제                                  | 게스트 |
| ---- | -------- | ------------------------------------- | ------ |
| 119  | 1월 6일  | 고부 스캔들                           |        |
| 120  | 1월 13일 | 정초부터 이럴 거야?!                  |        |
| 121  | 1월 20일 | 가족이 뭐길래                         |        |
| 122  | 1월 27일 | 2020 부부 운수대통                    | 소재학 |
| 123  | 2월 3일  | 갈라서? 말어?                         | 소재학 |
| 124  | 2월 10일 | 난 이제 지쳤어요!                     |        |
| 125  | 2월 17일 | 상전이 따로 없네                      |        |
| 126  | 2월 24일 | 가족스캔들 - 시가 VS 처가             |        |
| 127  | 3월 2일  | 뛰는 남편 위에 나는 아내              |        |
| 128  | 3월 9일  | 인생 노래방 - 봄바람 휘날리며         |        |
| 129  | 3월 16일 | 눈치 없는게 자랑이니                  |        |
| 130  | 3월 23일 | 가족 스캔들 - 시가 VS 처가 II         |        |
| 131  | 3월 30일 | 나만 잘 살자고 그래                   |        |
| 132  | 4월 6일  | 가족 스캔들 - 시월드                  |        |
| 133  | 4월 13일 | 결혼이 뭐길래                         |        |
| 134  | 4월 20일 | 날, 버린 남편                         |        |
| 135  | 4월 27일 | 지금이라도 팔자 고쳐?                 |        |
| 136  | 5월 4일  | 부부의 위험한 세계                    |        |
| 137  | 5월 11일 | 불량 남편 불량 아내                   |        |
| 138  | 5월 18일 | 오뉴월 서리를 부르는 아내의 한        |        |
| 139  | 5월 25일 | 주책 좀 떨지마!                       |        |
| 140  | 6월 1일  | 너만 아니면 돼!                       |        |
| 141  | 6월 8일  | 장서 공방전 너의 죄를 알렸다!         |        |
| 142  | 6월 15일 | 당신이 남편이야? 허수아비야?          |        |
| 143  | 6월 22일 | 이혼해도 괜찮아                       |        |
| 144  | 6월 29일 | 당신 때문에 숨 막혀                   |        |
| 145  | 7월 6일  | 분노 폭발 눈치 없는 손남목의 운명은?! |        |

## 시청률
- 시청률 조사회사인 TNmS와 닐슨코리아에 따르면 연간 평균 시청률이 3%대 기록하였다. (단, 21회 방송분의 최고 시청률 5.713% 경신)
- 매주 월요일 밤 10시에서 밤 11시로 시간대를 옮겨졌으며, 시청률이 크게 하락하여 1개월 만에 종영하였다.